# Charles Milander
Charles Milander es un emprendedor, autor de superventas de Amazon, conferencista, pastor, entrenador de estrategia de vida y negocios. El Sr. Milander es autor de cuatro libros sobre la monetización de plataformas digitales y de redes sociales (Twitter, Facebook, Instagram, y márquetin digital). Es un entrenador certificado y miembro activo de la International Coaching Federation (ICF), Associate Certified Coach (ACC).
Charles E. Milander es un experto en tecnología de la información y estrategia de redes sociales. Trabaja en el diseño y gestión de arquitectura de software, tecnologías de Internet, mercadeo en red y desarrollo de productos. Con diversa experiencia en gestión de proyectos en Univision Communication, IBM. Desarrolló y ejecutó conceptos y estrategias de proyectos para diversas industrias. Ha trabajado con Dell, HP, JPMorgan Chase, Colgate Palmolive y la Asociación de Comités Olímpicos Nacionales para más de 14 países y atletas. Milander ha sido corresponsal colaborador de la revista Mercado de CNN Expansión, y del diario Listín Diario, y es invitado frecuente de Univision TV y Radio, Telemundo47,[7] Color Visión.

## Educación
Charles Eulises Milander Rodríguez nació en Santo Domingo, República Dominicana. Estudió en Colorado Technical University en Estados Unidos, donde completó un Bachillerato en Ciencias de Administración de Empresas (B.S.B.A. por sus siglas en inglés).

## Carrera profesional
De 1999 a 2004, Charles Milander trabajó como administrador de redes en IBM proveyendo apoyo técnico y de ingeniería a los sistemas de redes y desarrollo web. Diseñó un plan de copia de seguridad de más de 300 terabytes de datos, estableció y dio apoyo a una conexión de Internet para más de 10,000 usuarios finales a través del Microsoft Proxy Server, y proveyó análisis y diagnóstico de fallas a servidores de impresión HP. Además, su trabajo durante este tiempo incluyó apoyo a las bases de datos de uso frecuente para documentar resoluciones técnicas. 
Milander se desempeñó como Profesor y Director de Tecnología en Manhattan Christian Academy desde 2002 hasta 2004. Durante este tiempo analizó y diseñó servidores y sistemas de almacenamiento para dar mantenimiento a redes de área amplia (WAN) utilizando servidores HP-Compaq, IBM y Dell. También optimizó redes de área local (LAN) usando reportes de rendimiento y supervisando aplicaciones y dispositivos. Milander también implementó servicios de redes TCP/IP usando servidores Windows, y ofreció apoyo remoto con herramientas como PC Anywhere, Remote Desktop, y VPN. Más adelante, Milander desarrolló el currículo tecnológico de la escuela dirigido a obtener un alto nivel técnico y tecnología actualizada para tener mejores resultados de aprendizaje. 
De 2001 a 2014, Milander trabajó como consultor sénior de IT con U-Tech Solution proveyendo servicios de desarrollo web, estrategias de software, manejo de redes sociales, ingeniería de redes, multimedia, control de calidad, documentación, y manejo de productos a varias compañías. El trabajo de Milander era garantizar una gestión eficaz mediante el manejo de los grupos para sistemas de desarrollo internos y tecnologías de Internet. 
Milander también asesoró a la Asociación de Comités Olímpicos Nacionales (ACNO), y a su presidente el Sheikh Ahmad Al-Fahad Al-Sabah, en la implementación de un sistema tecnológico para los registros, estadísticas, clasificación, y medios sociales de los atletas. También se desempeñó como Consultor Sénior de IT para la implementación de un sistema para los atletas del Comité Olímpico Dominicano y otras 32 federaciones deportivas. Milander también diseñó y estandarizó métodos para facilitar el uso de arquitectura nueva en los portales de Internet, y garantizar la redundancia y Balance de carga con el objetivo de aumentar el tiempo de productividad de 95% a 99.99%.
Milander ha sido un estratega en medios sociales, e ingeniero de software en redes y tecnologías de Internet, y ha trabajado en varios proyectos de gobierno. Actualmente, su trabajo consiste principalmente en e-marketing, desarrollo de productos, control de calidad, manejo de proyectos y aplicaciones, adiestramiento y desarrollo, y bases de datos.
Charles Milander también ha sido citado por su experiencia como Microsoft Certified Application Developer (MCAD), así como otras certificaciones y logros.

## En los medios
Milander es un colaborador y escritor frecuente en el periódico Listín Diario, uno de los periódicos principales de República Dominicana. Sus escritos cubren temas que van desde nuevas tecnologías hasta tendencias en los medios sociales.
En 2014, Milander apareció en Telemundo47 como experto en tecnología y como consultor y estratega de medios sociales. También ha colaborado con la revista Mercado de CNN Expansión, Univisión Radio, Color Visión y otros. Milander es también un conferenciante reconocido en temas de tecnología, presencia web, y medios sociales.
Actualmente, Milander produce y anima su propio programa de televisión, CM XNAP.